# 150 î.Hr.

## Evenimente
- Romanii, conduși de pretorul Serviue Sulpicius Galba, îi înfrâng pe lusitani într-o bătălie importantă pentru controlul Hispaniei.
- Scipio Aemilianus este trimis de generalul roman, Lucius Licinius Lucullus, în Numidia să obțină elefanți de război de la regele numidian, Masinissa, un prieten a bunicului său, Scipio Africanus.